# Dějiny Norska

Státní znak Norského království

Dějiny Norska do značné míry ovlivňoval tamější přírodní ráz a drsné klima. První obyvatelé migrovali z jihu na území dnešního Norska asi 10 000 let př. n. l., po ústupu velkých vnitrozemských ledovců. Obyvatelstvo se pomalu šířilo na sever podél pobřeží, kde byly životní podmínky snesitelnější díky teplému Golfskému proudu. Lidé se zde živili rybolovem a lovem. První zemědělské osady vznikly v oblasti Oslofjordu asi 5000 až 4000 let př. n. l. Během období 1500 až 500 let. př. n. l. se zemědělství postupně rozšířilo v jižní části Norska. Na severu však přetrvávali lovci a rybáři.
Zhruba 4000 let př. n. l. začala doba neolitu. Období migrace přineslo vládu prvních náčelníků a rozvoj válečnictví. Počínaje posledními desetiletími 8. století začali Norové expandovat přes moře na Britské ostrovy a později na Island a Grónsko. Během věku vikingů došlo ke sjednocení země. Během 11. století proběhla christianizace Norska a Nidaros (dnešní Trondheim) se stal arcidiecézí. Populace rostla až do roku 1349, kdy zemi postihla epidemie moru. Tato a další následné epidemie způsobily vymření poloviny obyvatelstva Norska.
Roku 1397 Norsko spolu se Švédskem a Dánskem vytvořilo Kalmarskou unii. Hlavním obchodním centrem se stal přístav Bergen, ovládaný Hanzou. Po vystoupení Švédska z unie v roce 1523 se Norsko stalo závislým na Dánsku. V roce 1537 začala náboženská reformace, roku 1661 došlo k vytvoření absolutistické monarchie. Po porážce Dánska v napoleonských válkách bylo Norsko Kielskou smlouvou odstoupeno Švédsku. Norsko sice vyhlásilo nezávislost, avšak žádná z velkých mocností ji neuznala. Následovala krátká válka se Švédskem, ukončená smlouvou z Mossu. Švédsko a Norsko byly spojeny personální unií, avšak Norsko si ponechalo vlastní ústavu, parlament a úřady.
40. léta 19. století přinesla počátek industrializace Norska. Od 60. let začala masová emigrace obyvatel do Severní Ameriky. Roku 1884 král jmenoval Johana Sverdrupa ministerským předsedou, což byl počátek parlamentarismu. Unie se Švédskem zanikla roku 1905. Od 80. let 19. století až do 20. let 20. století podnikli Norové jako Roald Amundsen a Fridtjof Nansen řadu důležitých výzkumných polárních expedicí.
Na počátku 20. století plynula významná část příjmů země z lodní dopravy a výroby elektřiny ve vodních elektrárnách. Následující desetiletí přinesly ekonomické výkyvy a vzestup odborového hnutí. Přes deklarovanou neutralitu bylo v roce 1940 Norsko napadeno nacistickým Německem a okupováno až do roku 1945. Po válce Norsko vstoupilo do NATO a prošlo obdobím státně plánované rekonstrukce. Roku 1969 byla u norského pobřeží objevena ropa a v roce 1995 se Norsko stalo jejím světově druhým největším exportérem. Stát díky ropě velmi zbohatl. Od 80. let začala deregulace mnoha odvětví a země prošla bankovní krizí.
Dnešní Norsko je jednou z nejvíce prosperujících zemí světa. Těžba ropy a plynu tvoří 20 % jeho hospodářství. Zisky z prodeje jsou investovány a země disponuje největšími státními investičními fondy na světě.

## Od prvního osídlení po Vikingy
Pravěk a rané dějiny Norska byly dlouho zahaleny temnotou. Teprve v průběhu posledních let se tato období stala předmětem intenzivního archeologického bádání. Dnes historická věda vychází z názoru, že k pozvolnému a postupnému osídlování západního norského pobřeží směrem od jihu na sever docházelo v důsledku tání ledového příkrovu v poslední době ledové, tedy v době přibližně 10 000 let př. n. l. Tento proces má na svědomí kromě dalších činitelů také Golfský proud, který přináší teplo norskému pobřeží až daleko na sever ke Špicberkám.
Skutečnost, že pak v relativně krátkém časovém období následovalo osídlování západního pobřeží, dokládají prokazatelné nálezy ze starší doby kamenné. Archeologové je objevili za polárním kruhem v prostorách Oslofjordu a Altafjordu. Není ještě spolehlivě prokázáno, zda se toto osídlování šířilo přes zamrzlé mořské vody Kattegatu, anebo zda se lidé plavili podél pobřeží na primitivních člunech. Jisté ovšem je, že přibližně v desetiletích kolem roku 7000 př. n. l., když roztál ledovec, došlo k velikému posuvu půdy. Ten způsobil spojení komplexu střední Evropy se skandinávským masivem, takže se touto cestou mohla šířit nová kultura doby kamenné.
Největší rozkvět zaznamenala tato nová kultura zejména v 5. tisíciletí př. n. l. Tehdy vznikalo hrnčířství a rozvíjel se i živý obchod s výrobky z kamene – a to podél celého pobřeží až nahoru na sever po území, kde leží dnešní Trondheim. V období této takzvané "kultury kuchyňského odpadu" (Køkkenmøddinger) se lidé živili převážně rybolovem a sběrem mušlí, což bylo na mořském pobřeží zcela přirozené. Dokládají to nálezy z vykopávek tehdejších jam na odpadky.

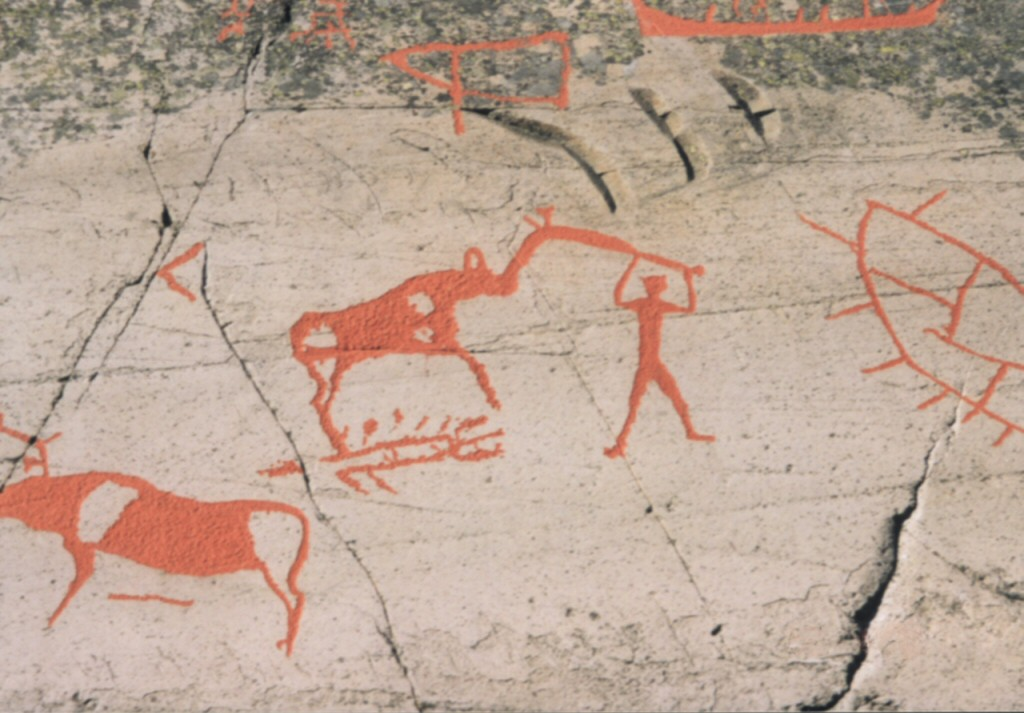
Skalní rytiny v Altě.

V neolitu, to znamená v mladší době kamenné (přibližně 3000–1500 let př. n. l.) se na norském území setkáváme s počátky zemědělství a chovu dobytka. Dále se v té době vyvíjela i technika keramiky (kultura nálevkovitých pohárů), ale nedokázala překonat primitivní začátky.
V té době vznikají i jednoduché skalní kresby, které dnes můžeme obdivovat například na Ekebergu poblíž Osla – mimořádně nádherné kresby si můžeme prohlédnout v muzeu v přírodě v Altě.
Velmi vzácné jsou v Norsku nálezy z doby bronzové (období 1500–500 let př. n. l.). Důvod je prostý – cín se v Norsku prakticky nevyskytuje, takže ho museli tehdejší lidé obtížně získávat výměnným obchodem.
Ovšem skalní nápisy z doby bronzové dokazují, že tito lidé už používali kola, pluh a povozy, předměty, které se daly dobře vyrábět také ze dřeva.
Do toho období spadá také další vývoj techniky výroby lyží a jejich použití. To vše později převzali Vikingové. Na rozdíl od současných lyží se místo dvou stejně dlouhých dřevěných prken tehdy používala jedna asi tři metry dlouhá skluznice a druhá, asi jen metr dlouhá lyže, kterou se jezdec odrážel.
Náboženstvím prvních obyvatel Norska byl s největší pravděpodobností kult Slunce, což dosvědčují četné obrazy slunečního kotouče na skalních kresbách.
V době železné (asi 500 let př. n. l. až 300 let př. n. l.) se životní podmínky v Norsku znatelně zlepšily. Na mnoha místech osídleného území se nacházely takzvané "bahenní rudy", které se daly celkem snadno tavit. Takto získaný kov se používal takřka výlučně k výrobě zbraní, což neomylně dokládá, že válečnické střety mezi jednotlivými skupinami obyvatel tehdy byly s největší pravděpodobností na denním pořádku.
V závěrečné fázi doby železné, kdy nastal čas velikého stěhování národů, dorazili do Skandinávie také Germáni. Samotný termín Scandinavia razil jako první Plinius starší v prvním století  n. l. V literatuře, která se toho území týkala, se pro Skandinávii používalo v překladu nejčastěji výrazu "Ostrov škod" nebo "Ostrov temnoty".
Germánské osídlení se rychle šířilo až k polárnímu kruhu. Osady byly zakládány v hlubokých fjordech (vik). Toto slovo se pak stalo kořenem slova "Viking". Odtud pak lidé vyráželi jak na dobyvačná tažení, tak na lovecké výpravy. Rychlý růst počtu obyvatel, který však přivodil i nedostatek zemědělské půdy a vedl k častým drobným válkám mezi jednotlivými kmeny, pak vyústil v loupežné a objevitelské plavby Vikingů.

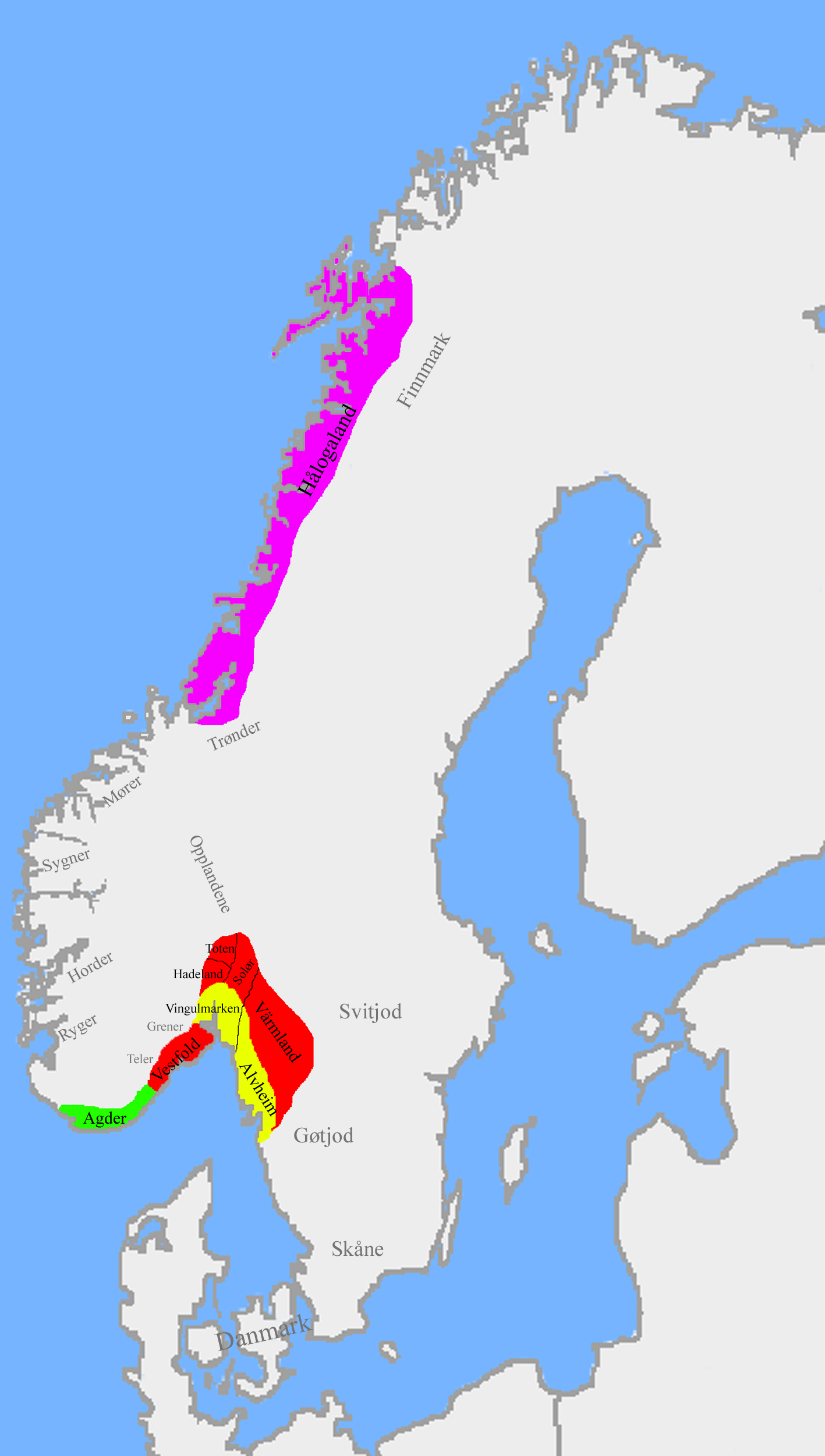
Norská drobná království roku cca 820

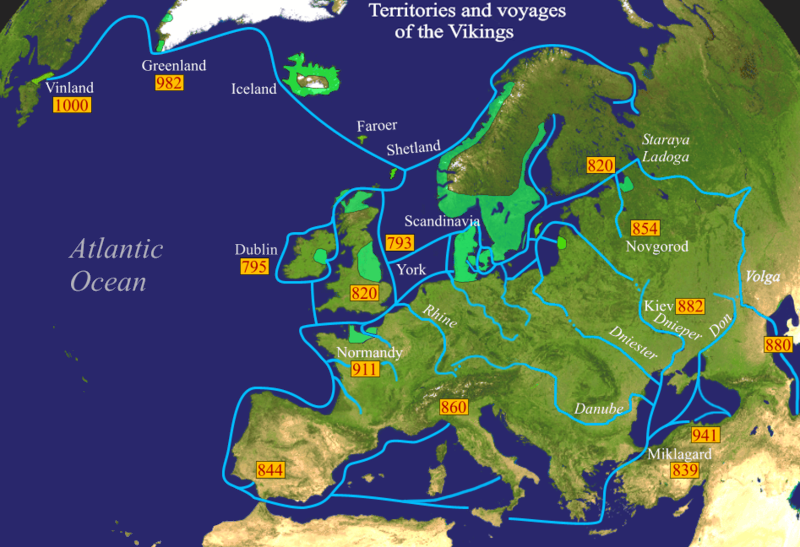
Mapa Vikinských cest

V 9. století pořádali Vikingové nájezdy do Francie – vyplenili tam řadu klášterů a oblehli Paříž a časem se dokonce začali na Seině usazovat. Francouzský král Karel Prosťáček, který však rozhodně nebyl tak pošetilý, jak by se dalo usuzovat z jeho přízviska, si nakonec roku 911 vikinské vetřelce podmanil a z jejich vůdce Rolla učnil vévodu Normandie, ovšem teprve poté, co vikinský vůdce přistoupil na křesťanskou víru. Tím skončily loupežné a pirátské výpravy a plavby Vikingů zejména v oblasti Normandie, kde se Normani – to znamená francouzsky mluvící Vikingové – brzy zařadili do vládnoucí vrstvy. Stali se leníky francouzského krále.
Příbuzenské svazky se pak staly základem "vzdělanostní turistiky", která směřovala z Norska do Francie. Veliké množství mladých vikinských šlechticů tak nabylo vědomosti o římských metodách správy, o právu a organizaci vojska a válčení právě v Normandii, kde také poznávali křesťanství.

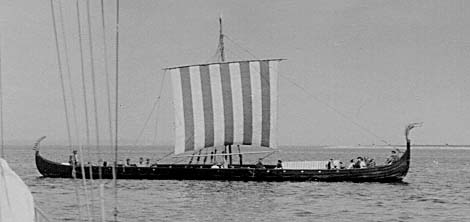
Vikinská loď

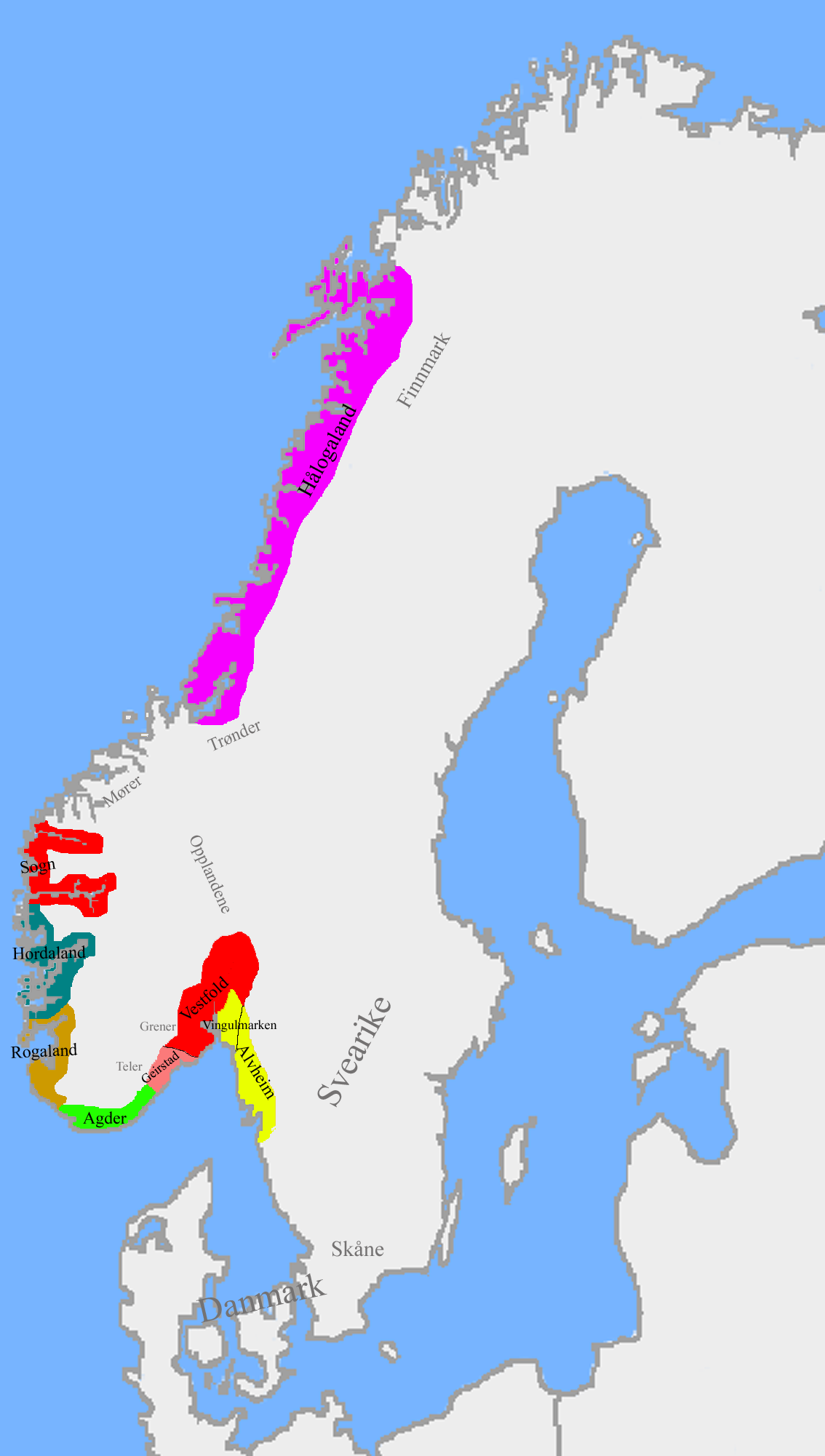
Norská drobná království roku cca 860

Koncem 9. století Vikingové osídlili Faerské ostrovy, Orkneje a Island; později, kolem roku 930, vytvořili na těchto ostrovech vlastní státní systém s oddělenou soudní a zákonodárnou mocí.
Kolem roku 985 vznikly první osady v Grónsku a pak, přibližně na přelomu století, Leif Eiríksson objevil Vinland na Newfoundlandském pobřeží Ameriky. Tam pak přežívaly vikinské osady až do 14. století, kdy byli Vikingové přemoženi indiány a poddali se jim.
Mnohé, co podle dnešního názoru o Vikinzích bezpečně víme, však bylo o nich napsáno teprve mnohem později, v dobách křesťanských. Je však nezvratně prokázáno, že připlouvali až na pobřeží Portugalska a ve středomořském prostoru na Sicílii, Maltu a také na Kypr a pobřeží Byzance.
Některým skupinám se podařilo proniknout přes Balt a po východoevropských řekách až k Černému moři; na této pouti, dlouhé asi 2000 kilometrů, museli Vikingové někdy přenášet své lodě přes hranice povodí. Tak velkorysé výpravy ovšem vyžadovaly opravdu dobré znalosti nautiky a navigačního umění. Vikingové však byli opravdu znamenití mořeplavci. Jejich dlouhé a obratné lodě s příděmi v podobě dračí hlavy byly bezpochyby nejlepší a nejlépe vybavené lodě své doby.
Vikingové se museli vždy postarat o bezpečnou ochranu a o zásoby jídla pro ženy a děti, které zůstaly doma, a kromě toho museli zajistit i ochranu samotných bojovníků na výpravách. Až po vybudování opěrných bodů v Normandii mohli podnikat odvážné výpravy k portugalským břehům a teprve opěrný bod na Sicílii jim umožnil další plavby do východního Středomoří. A bez vikinských osad na území dnešního Ruska – ono území se jmenovalo Gardarike – by se žádný vikinský kníže neodvážil výpravy k Černému moři. To vše vyžadovalo funkční a fungující sociální infrastrukturu, o níž s oblibou psali vikinští kronikáři.
Přitom je mnohem pravděpodobnější, že ona expanze Vikingů pramenila spíše z nouze, z chudoby ve vlastní zemi. Kdo je pánem tak malého území, které může obdělávat, kdo dokáže plody moře konzervovat jen v omezené míře a je odkázán na také jen značně omezenou výměnu zboží, musí se pokoušet o jiné, třeba i válečnické způsoby, jak získat zboží vhodné k výměně. Anebo si musí hledat další životní prostor. A že Vikingové opravdu byli ochotni stát se vystěhovalci, dokládá skutečnost, že se velmi ochotně usazovali na všech místech, kde se pro to vytvořily příznivé politické a hospodářské podmínky. Svědčí o tom příklady Normandie, Sicílie a Gardariky.

## Středověk

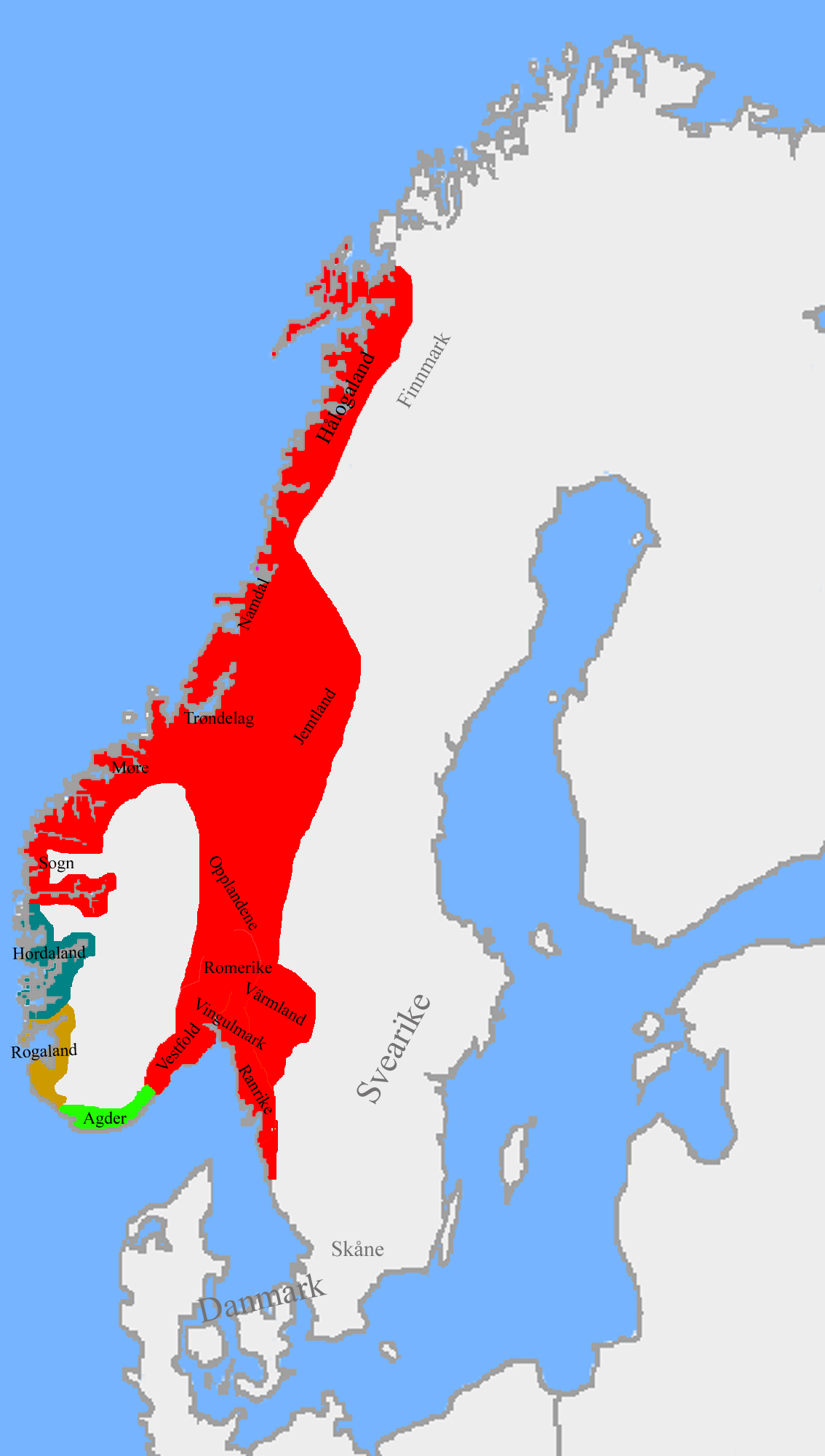
Norská drobná království roku cca 872 v době Bitvy u Hafrsfjordu

Bitva u Hafrsfjordu (nedaleko Stavangeru) roku 872 byla poslední z řady bitev, v nichž se Harald Hårfagre (Krásnovlasý) dokázal prosadit proti všem drobným knížectvím, a tak se poprvé v historii stal králem, který vládl spojené říši. První říše Vikingů, kterou tak založil, ovšem neměla dlouhé trvání. Po ní následovalo období malých království a malých králů, kteří proti sobě vedli nekonečné války. Nejznámější z nich byl bezpochyby Erik Krvavá sekyra. Později na sebe strhl vládu Håkon Jarl ve spojenectví s dánským králem Haraldem Modrozubem, ale později se s Dánem rozešel, porazil ho v bitvě u Hjørungavågu a sám byl po několika málo letech samovlády zbaven moci selským povstáním.
Nadešla pravá chvíle pro Olafa Tryggvassona (Olaf I.), vikinského náčelníka z Trøndelagu. Olaf Tryggvasson byl na rozdíl od jiných uchazečů o trůn prokazatelným a nefalšovaným potomkem Haralda Krásnovlasého. Nejprve podnikl loupežnou a pustošivou výpravu podél břehů Severního a Baltského moře. Hned nato se dal pokřtít biskupem Nidarosu (Trondheim) a pokoušel se s pomocí anglických misionářů a brachiálního násilí prosazovat ve své říši křesťanství. Olaf Trygvason prosazoval v Norsku své budování státu ve znamení křesťanství tou nejtvrdší metodou: kdo se nevzdal pohanských bohů, byl zabit, zmrzačen nebo vypovězen ze země. Jeho misionáři se i na Islandu, který tenkrát Norsku patřil, pokoušeli nejprve postupovat také touto metodou, snažili se především ničit pohanské svatyně. Jeho počínání narazilo na prudký odpor obyvatelstva jeho země – do čela povstání se postavili synové Håkona Jarla. Ti se spojili se švédským a dánským králem. Nebrali však přitom v úvahu uchvatitelské choutky svých spojenců.

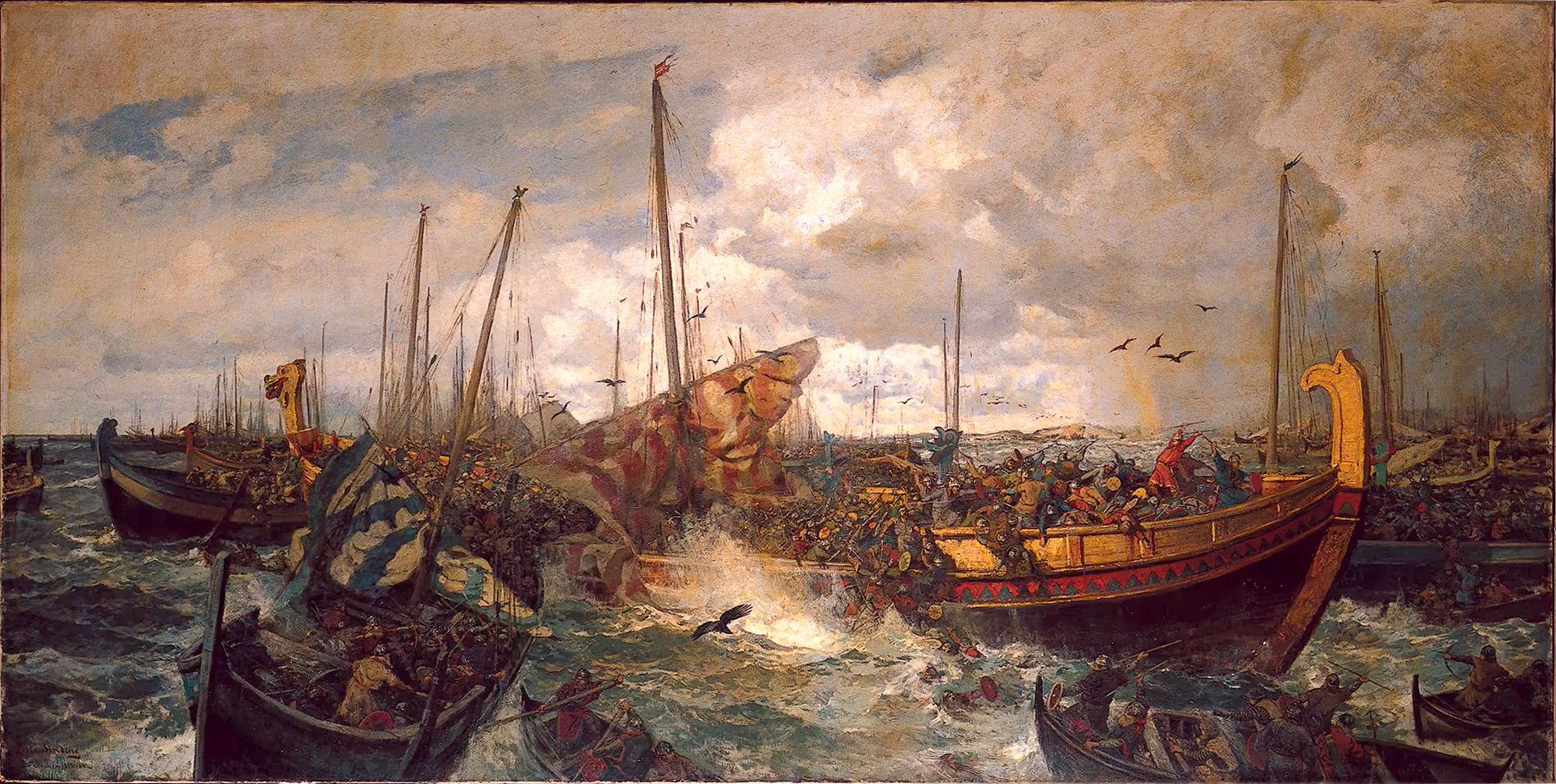
Bitva u Svolderu

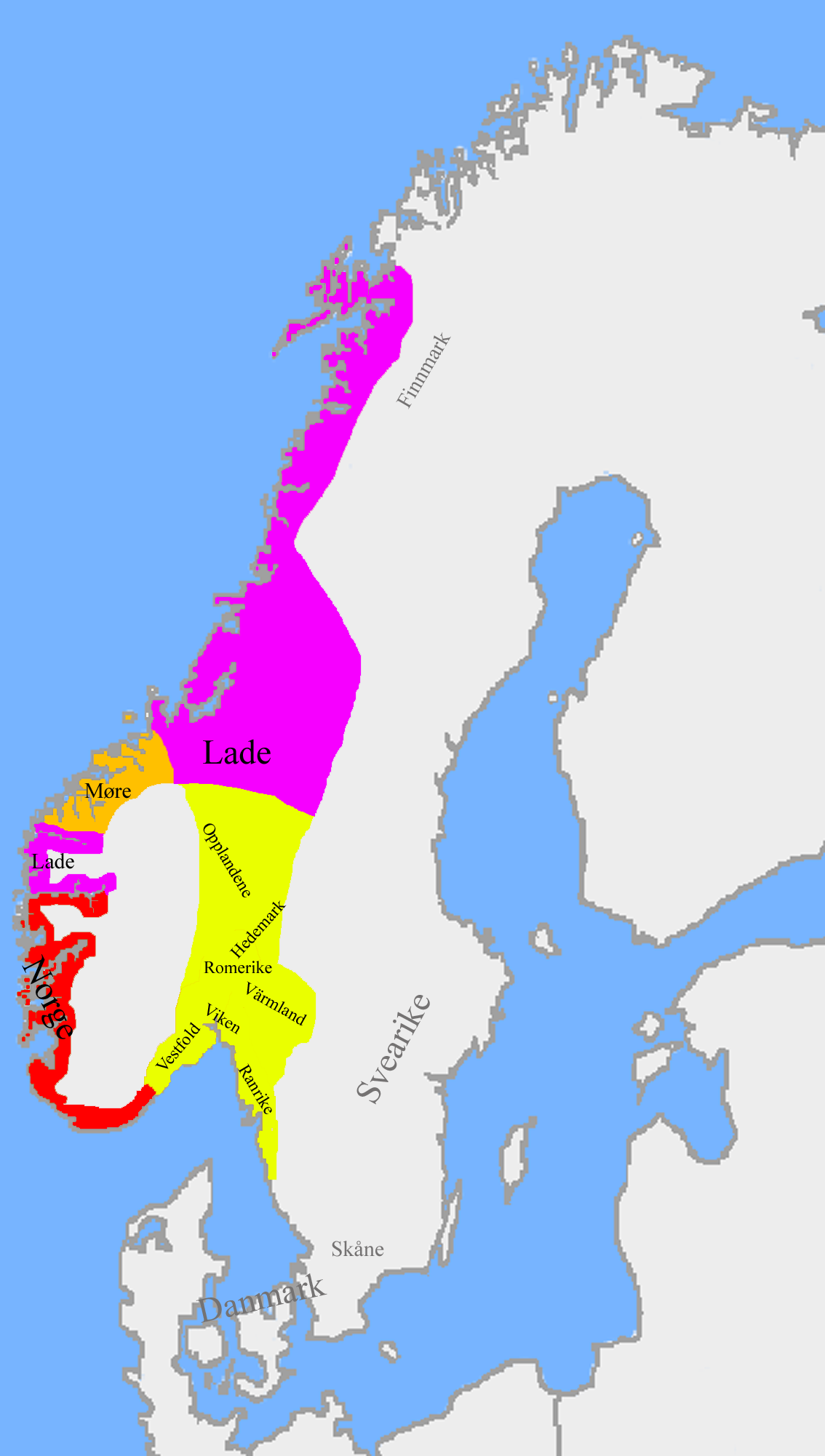
Norská drobná království roku cca 930

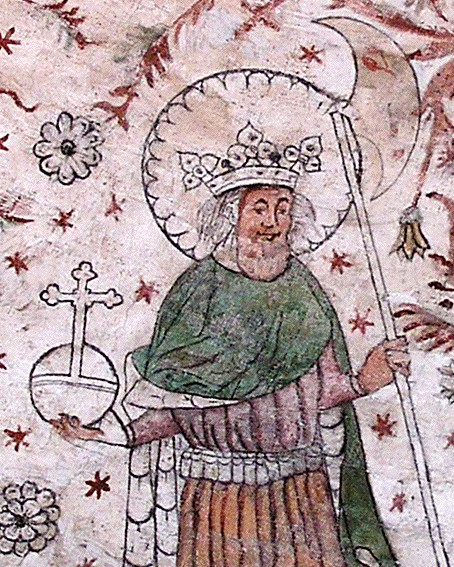
Olaf II. Svatý

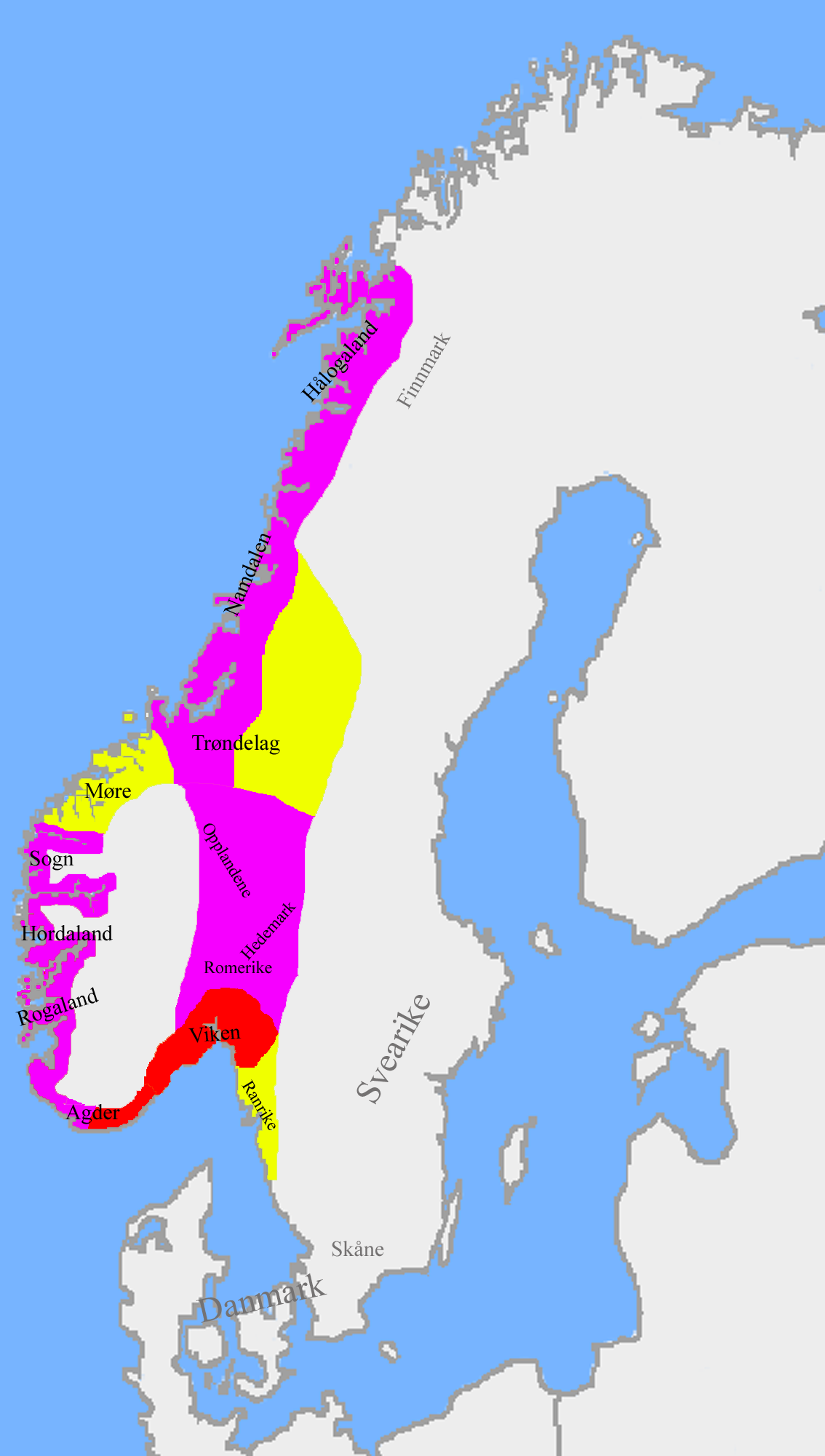
Norsko v době bitvy u Svolderu v roce 1000

Olaf našel spojence v této občanské válce v pozdějším polském králi. Jmenoval se Boleslav a spolu s Olafem postavil flotilu, s níž vypluli proti svým nepřátelům. U Svolderu byl Olaf zastaven a poražen. V zoufalství přeskočil zábradlí své lodi a utopil se. To vše se odehrálo roku 1000 – a toto datum je první bezpečně doložený časový údaj norských dějin.
Tak se stalo Norsko závislé jednak na Dánsku, ale částečně i na Švédsku. Na zbytku norského území, který nabyl obsazen, vládli bratři Jarlové spíš špatně než úspěšně. Také vynucené křesťanství ztrácelo stále více vyznavačů – takřka všude začali lidé opětovně vyznávat stará pohanská božstva.

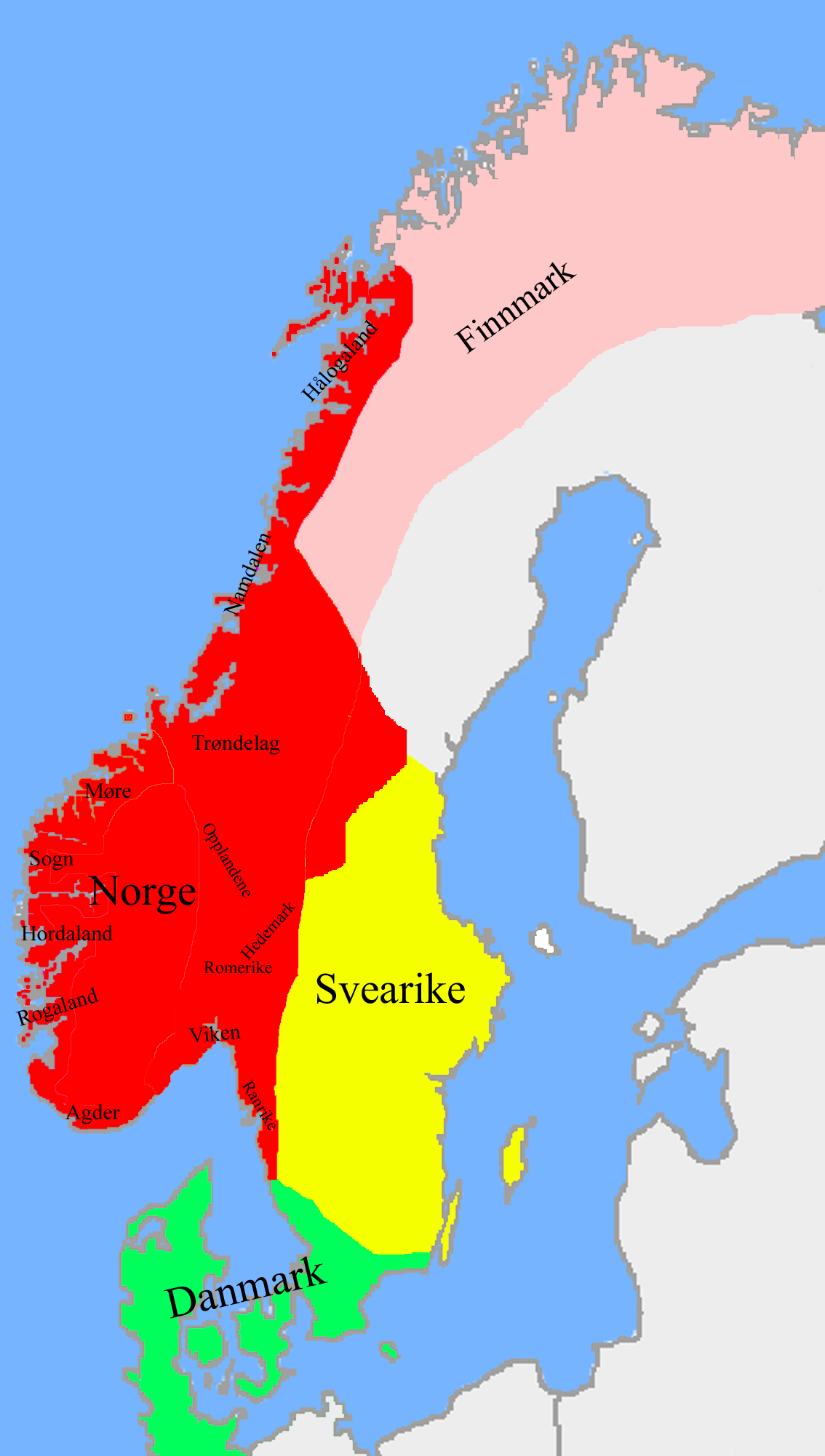
Norsko v roce 1020

A jako dědic Haralda Krásnovlasého se přihlásil mladý muž, který vystoupil roku 1015 v Nidarosu; domáhal se vehementně královského důstojenství a také ho dosáhl. I tento Olaf II. Svatý si prodělal křest ohněm na vikinských taženích do oblastí Severního a Baltského moře. Současně podporoval anglického krále v jeho boji proti Dánům. Poté se v Normandii učil spravovat zemi a přistoupil na křesťanskou víru. Bez váhání přistoupil k nové organizaci norského stavovského systému, pustil se do pokřesťanšťování stejně brutálními metodami jako před ním Olaf Tryggvasson, zavedl církevní strukturu zákonem o církvi a kněžstvo podřídil arcibiskupovi v Brémách. Vzhledem k tomu, že jeho říši stále ještě ohrožovali Dánové – konkrétně Knut Veliký – ale i Švédové, oženil se s dcerou švédského krále hlavně proto, aby upevnil svou zahraničněpolitickou i vnitřní pozici.
Pokud jde o vnitřní politiku, i tak se stávalo Olafovo postavení stále povážlivější a problematičtější. Jeho reformy státní struktury sice podporovaly široké vrstvy národa, ale stály v cestě zájmům šlechty. A tak se proti Olafovi konspirovalo, přičemž šlechtické kruhy nepohrdly ani zastřelenou pomocí dánského panovníka. Tato chyba se později vymstila opravdu velmi krutě – dánský král Knut měl totiž zájem velmi speciální: měl v úmyslu anexi Norska.
Po prvním vítězství v námořní bitvě, kterého Olaf dosáhl s pomocí svého švédského švagra, který už zasedl na královský trůn, švédský král odepřel Norům další pomoc, takže Olaf musel opustit svou flotilu v Baltském moři a probíjet se zpět do Norska pěšky. Tam mezitím došlo k otevřenému povstání proti králi. Když mu voda sahala až po bradu, rozpřáhl se Knut k protiúderu – připlul se svou flotilou k jižnímu pobřeží Norska. Výsledkem bylo, že Olaf musel kapitulovat a uprchnout do ruské vikinské državy Gardarike, kde panoval švagr jeho manželky.
Knut po svém triumfálním vítězství ustanovil v Norsku královského místodržícího a poté věnoval pozornost téměř výlučně svým dalším královstvím – Dánsku a Anglii. Když Knutův místodržitel zemřel, viděl v tom Olaf poslední šanci, jak získat zpět vládu nad zemí. Sebral ve Švédsku velmi pestrou směsici žoldnéřů, z nichž vytvořil vojsko a táhl s ním na Nidaros. Krátce předtím, než dorazili k cíli, postavila se mu do cesty selská armáda u Stiklestadu a Olaf tam prohrál rozhodující bitvu, v níž přišel i o život. Stalo se to dne 29. července 1030. Byl pohřben nejprve jen v jámě vykopané v písku, ale později se stal patronem Norska.
Knut Dánský, který si nyní byl jist vládou nad celou norskou državou, podstatně zvýšil berně, takže sedláci i šlechta, která se postavila proti Olafovi, vytvořili širokou frontu proti Dánům. Povolali z Gardariky Olafova syna Magnuse a roku 1035 ho zvolili norským králem. V mezidobí mezi Olafovou smrtí a dosazením na trůn jeho syna Magnuse prý se kolem Olafova hrobu stalo množství zázraků. A docházelo k nim nejenom kolem jeho hrobu v pískové duně, ale i na místě, kde byl pohřben později, v kostele svatého Klementa v Nidarosu. Stalo se to předehrou nevídané kampaně k jeho uctívání, která pak Olafa povýšila nejenom na světce, ale také k důstojenství "věčného" krále norské země. Olaf se tak v krátkém čase proměnil ze sesazeného a plenícího krále bez království a bez poddaných v národního světce a v symbol norského osvobozenského boje.
A je ovšem zcela samozřejmé, že jeho syn Magnus ze všech sil podporoval vytváření této oslavné atmosféry a snažil se aspoň část tohoto lesku přenést i na sebe. Na radu svých skaldů (rádců) se také zřekl snah o pomstu na nepřátelích svého otce, zmírnil způsob prosazování tvrdých zákonů – tak se mu podařilo ještě za jeho života získat ke svému jménu přízvisko "Dobrý". Po dohodě s Hardeknutem, synem dánského krále Knuta Velikého, se Magnus dokonce stal jeho následníkem a později se na dobu pěti let (1042–1047) stal i králem Dánska, Norska a Anglie.
Jeho dědicem se stal Harald Krutý (Hardråde), mladší nevlastní bratr Olafa Svatého, kterého předtím Magnus ustanovil v závěrečných letech své vlády svým spoluvládcem. Tomu se však nepodařilo udržet všechny državy Dánska, zachovat je pod jednotnou vládou své koruny a při pokusu prosadit své nároky na anglický trůn padl v bitvě u Stamford Bridge roku 1066. Při tomto tažení však se mu podařilo Haralda, svého anglického protivníka ve zbrani, oslabit do té míry, že pak Harald o tři týdny později prohrál bitvu u Hastingsu, takže se normanský kníže Vilém Dobyvatel mohl stát králem Anglie. Do norských dějin vstoupil Harald Krutý jako zakladatel hlavního města Osla. Společně se svatým Hallvardem je dnes jeho patronem.
Zakladatelem města se stal i jeho syn a nástupce na trůn, Olaf Kyrre (Pokojný). Ten založil roku 1070 město Bergen a zasvětil je patronce svaté Sunnivě. Sunniva byla irská princezna, která ve strachu ze sňatku s pohanským knížetem uprchla do Norska, kde později zemřela. Kromě své zakladatelské činnosti Olaf Pokojný proměnil největší a nejdůležitější norská města – Bergen, Oslo a Nidaros – v sídla biskupů a zbavil se tak závislosti na duchovenstvu v Brémách.

## Období občanské války

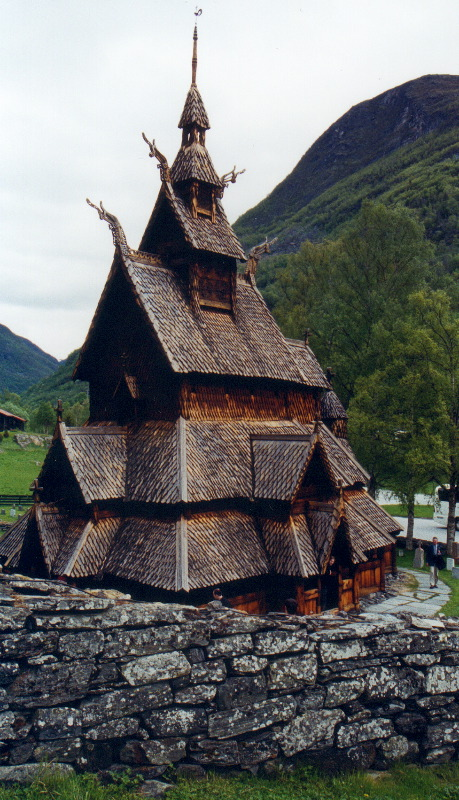
Dřevěný kostel Stavkirke v obci Lærdal

Období míru trvalo až do roku 1130 – byl to časový předěl, vymezený smrtí posledního Olafova potomka. Ti vládli pokojně Norsku pod jmény Olaf IV. (do roku 1115), Øystein (do roku 1122) a Sygurd (do roku 1130). Vládli zemi v míru a společně. Sigurd Jórsalfari (Jeruzalémský) Norsko dokonce důstojně reprezentoval na křížové výpravě přes Libanon na Sicílii a do Svaté země. Øysteinovi se podařilo získat zpět pro Norsko Jämtland (dnes toto území náleží Švédsku).
Po létech rozkvětu opět následovalo 32 let těžkých časů dlouhé občanské války. Její hlavní příčinou byla skutečnost, že v Norsku nebyl zaveden pořádek v nástupnictví na uvolněný trůn. Budoucí král sice měl pocházet z rodu Haralda Hårfagrea, ale synové, narození v manželském svazku, i synové nemanželští požívali rovná práva, takže počet opravdových, ale i samozvaných potomků se v druhé a v dalších generacích stával naprosto nepřehledný. Rozhodování o následovnictví bylo závislé na thingu (u Germánů sněm či shromáždění lidu). Ten pak nejčastěji volil cestu kompromisu – nechával vládnout společně dva nebo i tři panovníky. Ale i sám král měl možnost určit svého následníka – ustanovil ho prostě svým spoluvládcem. Ten se tak bezbolestně a postupně vpravil do královského úřadu.
Po roce 1150 narůstal počet uchazečů o trůn a vzhledem k tomu, že Harald Hårfarge a jeho nástupci si o svých sexuálních dobrodružstvích nemínili vést deníkové záznamy, stalo se nakonec nemožné rozlišit pravé následky trůnu od nepravých. A přitom v Norsku vládla mystická víra, že se ta pravá a nefalšovaná, mocná královská krev nakonec sama prosadí. Všichni nápadníci trůnu měli samozřejmě své stálé i dočasné spojence, kteří se domnívali, že si v té konkurenci nějak přihřejí svou politickou polívčičku. A tak jeden proti druhému a všichni proti všem tak dlouho rozehrávali své pletichy, až nakonec zavládl v zemi naprostý chaos.
Pod vedením arcibiskupa konečně vytvořili biskupové a šlechtici nový následnický řád, který poskytoval následnická práva výlučně synům narozeným v manželském svazku. Zároveň byl zvolen králem potomek Sigurda Jórsalfariho pod jménem Magnus IV. Korunovace se konala v nedávno postaveném dómu, který zůstal korunovačním kostelem, i když se později hlavním městem stalo Oslo. Ale i pak neustále vystupovali noví a noví samozvaní uchazeči o vládu – byli však poraženi nebo zabiti.

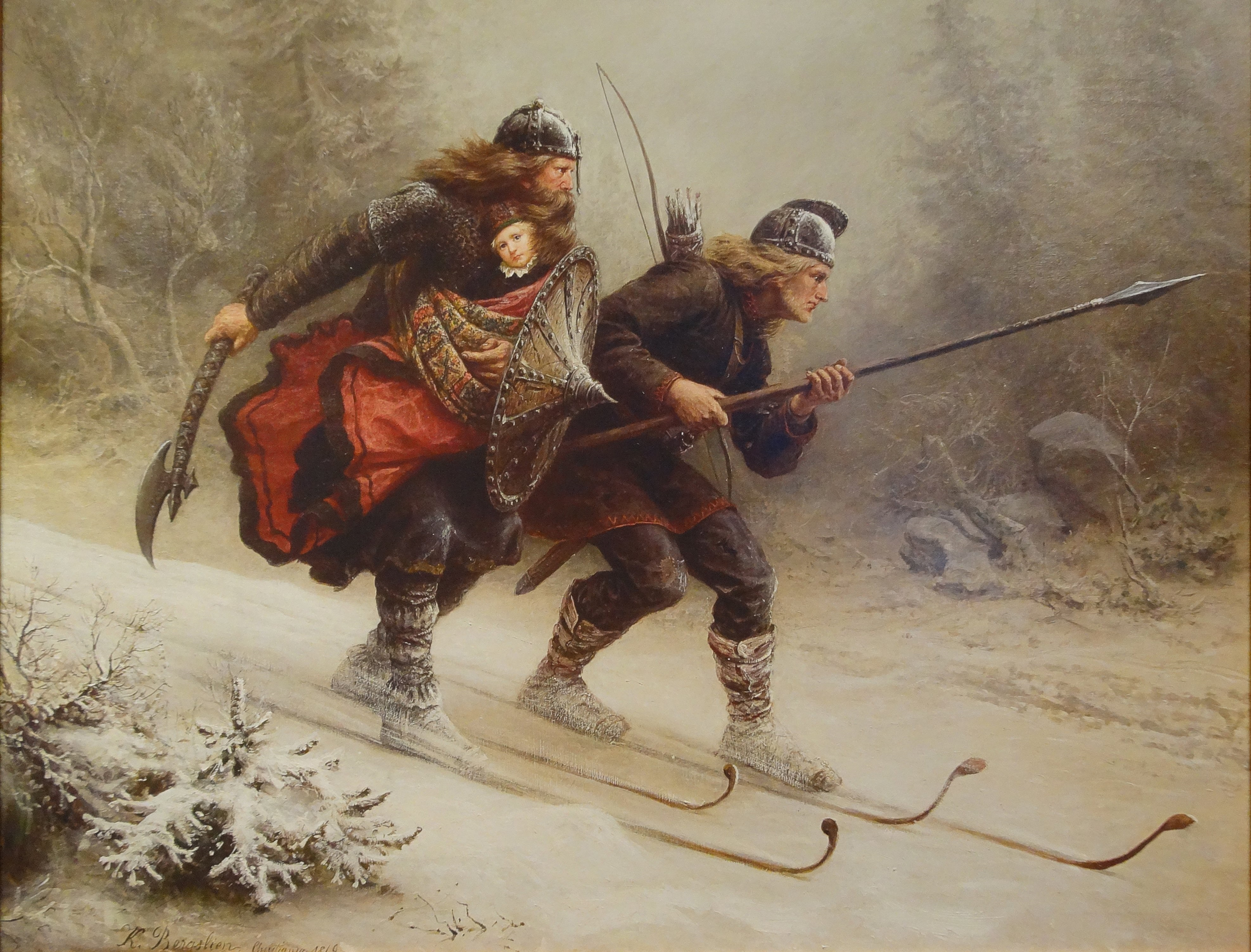
Březonozí na lyžích

Přívržencům posledního samozvaného aspiranta na královské důstojenství se přezdívalo březové nohy nebo březonozí (či birkebeinerové), protože běžně nosili pantofle a kamaše z březové kůry. Mnozí z nich uprchli do Švédska a setkali se tam se Sverrem Sigurdssonem. Sigurdsson byl kazatelem z Faerských ostrovů. Prohlásil se bez váhání za královského syna a postavil se do čela hnutí, jež ho podporovalo. Roku 1177 se sám korunoval na krále; tento čin byl legalizován až o sedm let později.
Sigurdsson obnovil dědičnost královské hodnosti a prosadil reformy práva a správního systému a sám se jmenoval nejvyšším církevním hodnostářem. To vzápětí vyvolalo nelibost biskupů, kteří se sdružili pod vedením biskupa z Osla do takzvané baglerské strany (bargell = biskupská hůl) a vystoupili proti březonohým, kteří se mezitím proměnili doslova v lidové hnutí. Spory a rozepře se stupňovaly, až vypukla občanská válka, která pokračovala i po smrti Sverra (1202) a vyústila ve vytvoření dvou norských království – království baglerského a království březonohých.

## Upevnění královské moci
Když byl roku 1217 provolán králem třináctiletý Sverrův vnuk Håkon Håkonsson (Håkon IV.), trvalo ještě dalších šest let, než jím mohl být definitivně ustanoven. Počáteční odpor proti jeho kralování zlomil jeho poručník a rádce Jarl Skule, který se však postupně víc a víc vehrával do role skutečného vládce. Skule nebyl spokojen, ani když mu Håkon IV. svěřil vládu nad třetinou svého království, propůjčil mu hodnost knížete (hertog) a ke všemu se oženil s jeho dcerou. Pustil se do otevřené rebelie. V rozhodující bitvě (1240), jež se odehrála v blízkosti Nidarosu, Jarl Skule zahynul.
Håkon IV. se stal bezpochyby jedním z nejvýznamnějších panovníků pozdního středověku. Pod jeho vládou spravovalo norské království největší území. Patřily k němu části dnešního středního Švédska, dále skupinu ostrovů v severním Atlantiku – a později po dohodě také Grónsko a Island. Oficiálně ztratil Island status samostatného svobodného státu teprve pod tlakem vojenských okolností až v roce 1263, kdy byl Håkonův syn Magnus VI. korunován na islandského krále.
I když byl Håkon v zahraniční politice opravdu velmi úspěšný, méně šťastnou ruku měl v politice obchodní. Podařilo se mu sice uzavřít v roce 1223 pro obě strany výhodnou obchodní smlouvu s Anglií, ale roku 1250 také první kontakt s Lübeckem. Tato dohoda se pak stala předpokladem pro vytvoření obchodní kolonie hanzy v Bergenu.
Håkon omezoval moc správních orgánů tím, že se snažil nejvyšší zemské hodnostáře a úředníky soustřeďovat a udržovat na svém dvoře; ti pak tvořili takzvanou říšskou radu. Králova slavnostní hala, kterou dal postavit ke svatbě svého syna Magnuse se – sice značně poškozená a později obnovená – zachovala až do dnešních časů a stala se jakousi dominantou města Bergen.
Století 12. a 13. byla dobou, kdy se norská chrámová architektura stala významným přínosem – svědčí o tom stavby biskupských kostelů. Jejich styl vychází z původního povolání jejich stavitelů, kteří byli většinou lodní tesaři.
Håkonův syn Magnus VI., zvaný "Zákonodárce" (Lagabøtir), protože jako první vytvořil a zavedl podrobnou knihu zákonů, vládl zemi rovněž z Bergenu, i když před ním Håkon V. roku 1300 přenesl své sídlo do Osla, které se stalo hlavním městem Norska.
Håkon V. neměl syny, takže se jeho nástupcem stal jeho vnuk Magnus VII., který jako syn švédského krále vládl i Švédsku až do roku 1355 a většinou se tam i byl však byl mor, který vyhubil polovinu z 350 000 obyvatel Norska.

## Období Unií

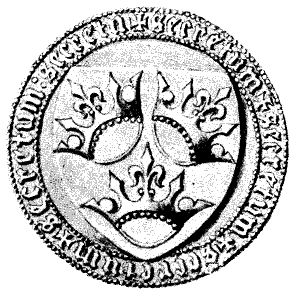
Znak Kalmarské unie na pečeti Markéty Dánské

Krátká unie se Švédskem byla předehrou Kalmarské unie, nejdelší alianci v dějinách Skandinávie. Syn Håkona VI. se stal už jako mladík také králem Dánska, protože jeho matka Markéta I. Dánská byla dcerou dánského krále. Až do své předčasné smrti panoval také v Norsku. Vládu pak po něm převzala jeho matka, která se tak stala první královnou Norska a Dánska a iniciovala vznik Kalmarské unie.
První dohody o uzavření spolku byly uzavřeny už roku 1380, ale trvalo ještě sedmnáct let, než se podařilo sladit nejrůznější zájmy zainteresovaných stran. Teprve pak mohlo dojít k volbě společného krále. Tím se stal Erik Pomořanský, který byl korunován v Kalmaru roku 1397.

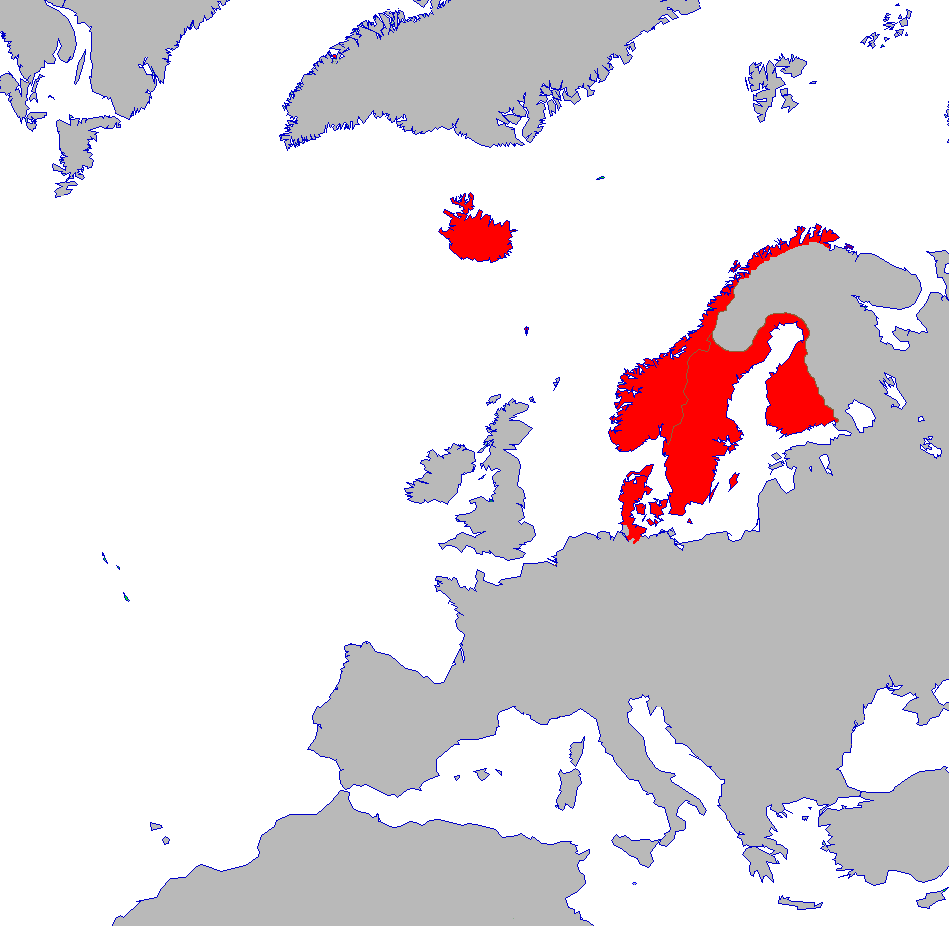
Kalmarská unie na začátku 16. století

Markéta I. tak prosadila svého prasynovce a doporučovaného kandidáta. Unie pak měla opravdu dlouhé trvání, oficiálně až do roku 1523 – pak si Švédové pod vedením Gustava Vasy vynutili obnovení vlastní nezávislosti. Naproti tomu Norsko bylo až do roku 1814 spojeno s Dánskem personální unií. Tento svazek jednoznačně znevýhodňoval právě Norsko, které bylo v unii slabším partnerem a občas se na něj pohlíželo jako na kolonii.
S nastolením reformace, kterou prosadili Dánové ediktem z roku 1538, ztratilo Norsko i svou církevní samostatnost. Oficiálním jazykem v úřadech, v kostelech a školách se stala dánština. Šlechta se sama dokázala vyhubit v drobných válkách a hospodářský život drželi ve svých rukou pevně němečtí hanzovní obchodníci. Kristián III. tak mohl bez odporu prohlásit v dánském sněmu, že Norové přestali jako samostatný národ existovat a Norsko se stalo pouhou součástí dánské říše.
Teprve na samém konci 16. století, v pokolumbovském období objevů, prudce stoupla poptávka po dřevu, které bylo v té době nejdůležitějším vývozním artiklem Norska. A to byl počátek úpadku německých hanzovních privilegií. V osobě Kristiána IV. dosedl na dánský trůn vladař, který byl zcela evidentně nakloněn Norsku. Dal nově vybudovat Oslo zničené požárem – město pak neslo i jeho jméno (Christianie). Roku 1641 založil město Kristiansand. Přivedl také do Norska odborníky v oboru hornictví – zorganizovali těžbu stříbra v Kongsbergu a těžbu mědi v Rørosu.

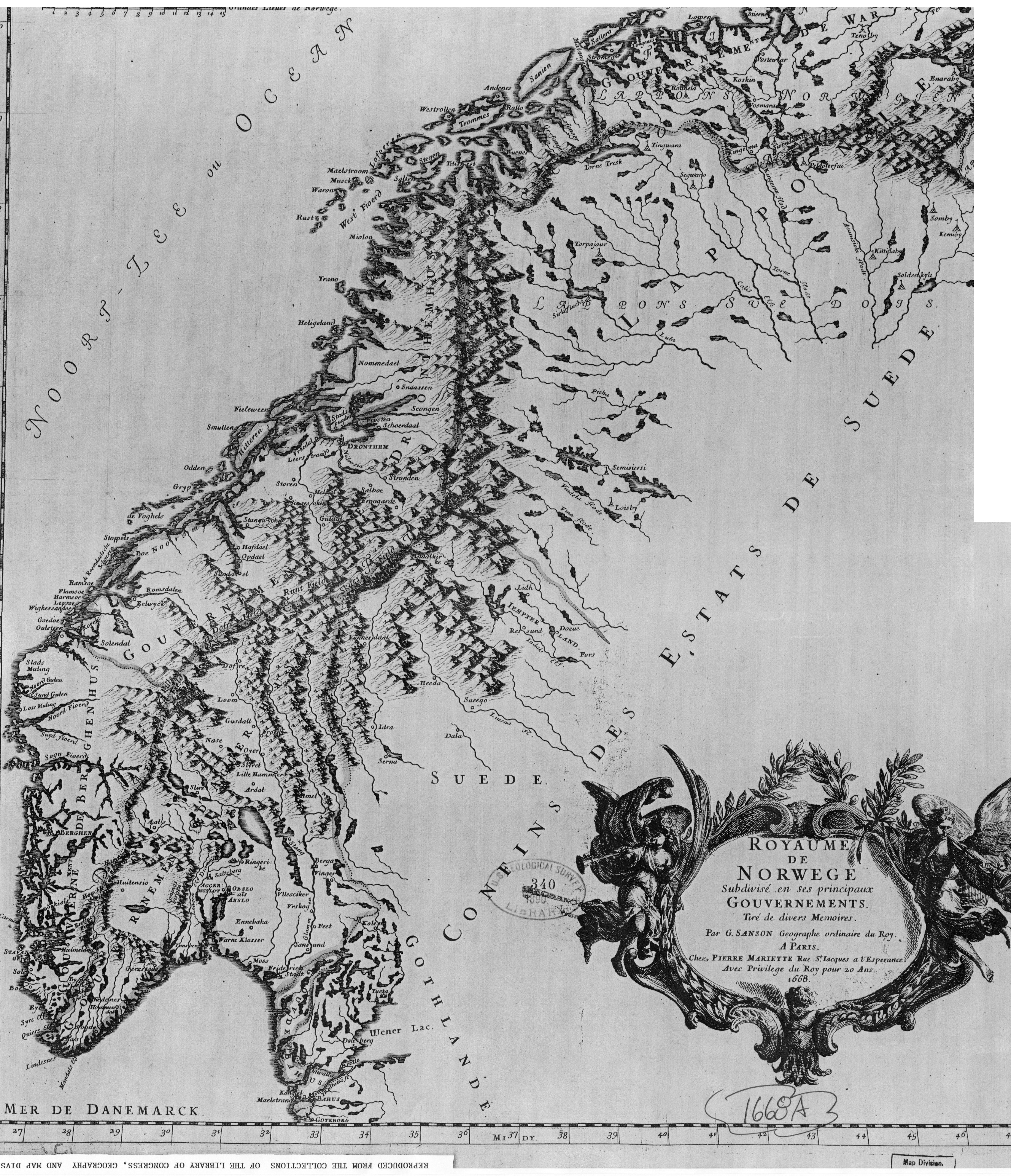
Norsko na mapě z roku 1668

Tyto kroky Kristiána IV. vedly k tomu, že bylo Norsko roku 1660 uznáno jako samostatný stát. Byla zavedena nová kniha zákonů (Norske Lov), která však nebyla nic jiného než přeložená verze dánské knihy zákonů. Dánští královští místodržící, kteří se často ženili s Norkami, nejednali pak vždy v zájmu Kodaně.
Okamžikem zvratu se stala velká severní válka z let 1700–1720, v níž Švédové připojili k své zemi některé dánské a norské provincie a stali se nejsilnější mocností ve Skandinávii. Kolem roku 1740 se Norsko opět vzpamatovalo. Narůstající mezinárodní obchod, především se zámořím, vyvolal i rozkvět norského rejdařství – a renesance přinesla i probuzení norského národního uvědomění.
V období napoleonských válek byli Norové Dánskem donuceni stát na straně Francie. Výsledkem bylo, že Angličané vytvořili blokádu celého pobřeží včetně norských přístavů. V té době vzal za své veškerý vývoz i dovoz v této oblasti. Zhroutil se i domácí norský obchod, který byl z valné části odkázán na lodní dopravu. Tehdy se otevřeně projevila rozdílnost většiny zájmů Dánů a Norů, takže ani dánské pokusy o usmíření – patřilo mezi ně třeba založení univerzity v Oslo – nedokázaly zastavit lidové hnutí, jehož heslo znělo "Pryč od Dánska".

## Novověk

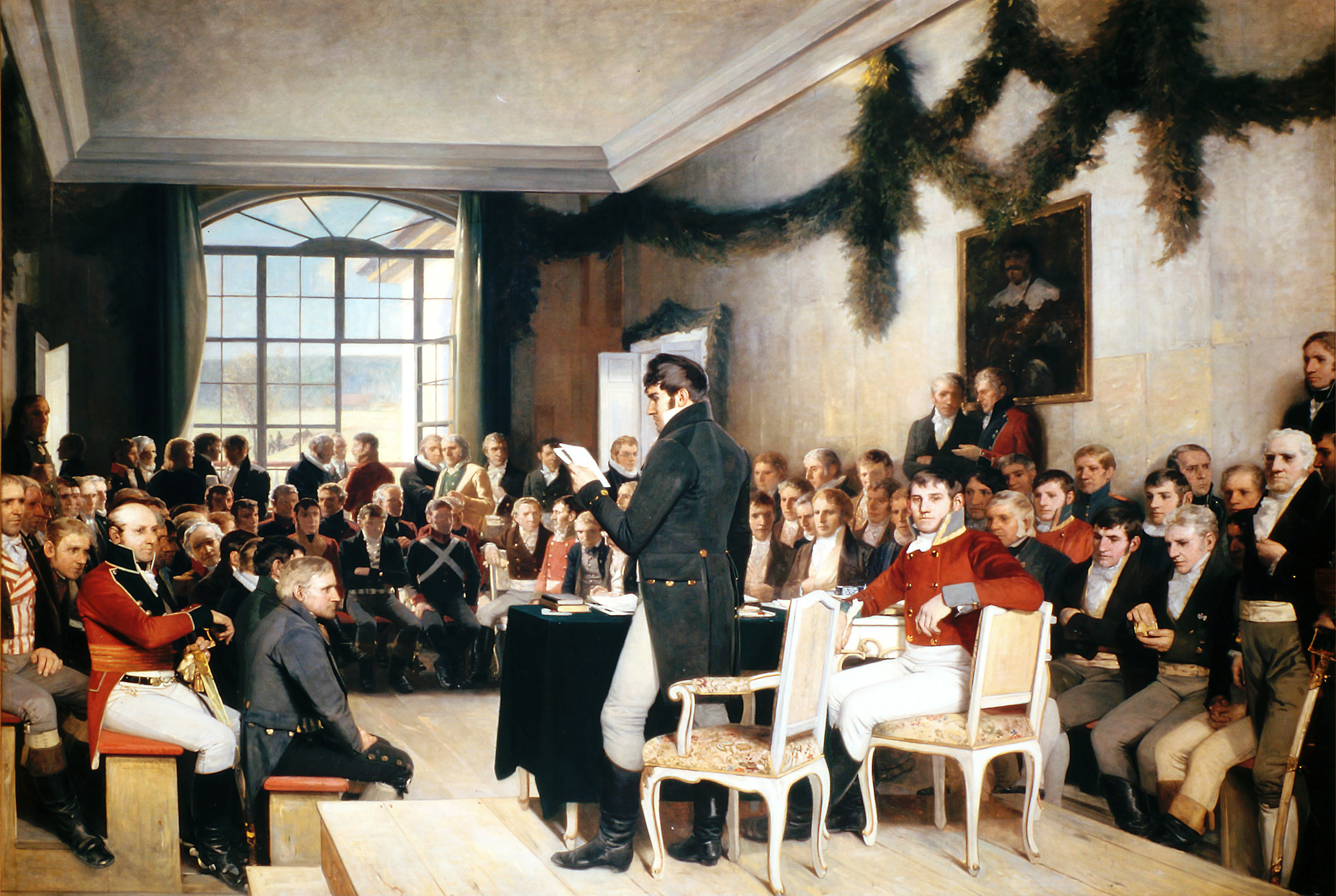
Dílo Oscara Wergelanda, které znázorňuje 17. květen 1814.

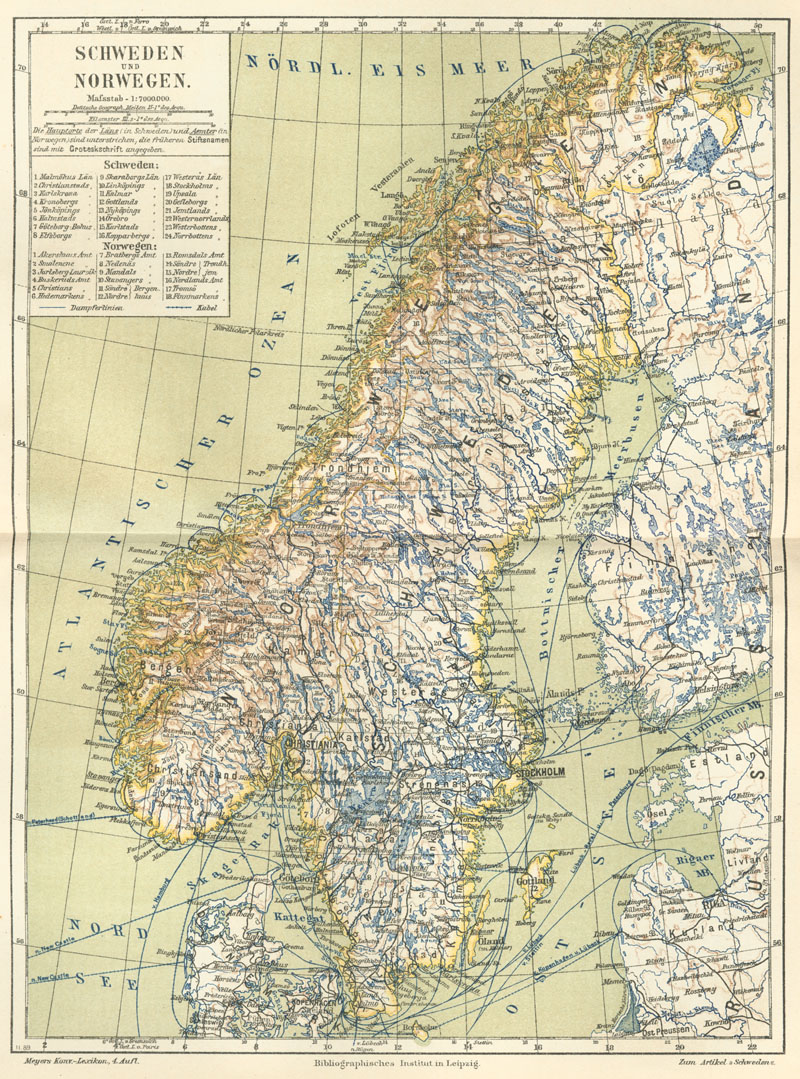
Mapa Norska a Švédska z roku 1888.

Když Napoleon utrpěl rozhodující porážku u Waterloo, Norové nabyli dojmu, že jsou konečně u cíle svých snů o znovu nabytí nezávislosti. Avšak záhy a drsně se z nich probudili, když dánský král mírovou smlouvou z Kielu 1814 musel Norsko odstoupit Švédům, kteří byli od počátku proti Napoleonovi. Toto rozhodnutí vyvolalo v Norsku zuřivý odpor, k němuž se připojil i tehdy úřadující dánský královský místodržící, jímž byl pozdější dánský král Kristián VIII.
Zarputilí Norové svolali vzdoroshromáždění, vlastní sněm, který formuloval a schválil základní norskou ústavu, která byla odvozena z myšlenek Montesquieua. Vzniká tak krátce existující Norské království. Jeho ústava ze dne 17. května 1814 platí v modifikované formě dodnes. Den jejího schválení na sněmu se slaví jako norský státní svátek.
V nelítostných jednáních se Švédy v Mossu se nakonec názory sjednotily v tom, že budou oba státy, Švédsko i Norsko, sjednoceny pod jednou korunou – avšak oba budou mít vlastní zákonodárství a parlament. Vzhledem k tomu, že smrtí Karla XIII. vymřela švédská královská dynastie, Švédové si v osobě Jeana Baptisty Bernadotta zvolili za krále napoleonského generála, jenž pak při mírových jednáních v Kielu obratně zastupoval zájmy Švédska.
K volbě Bernadotta švédským králem se ještě téhož roku připojil i norský parlament (storting). Za Bernadottovy vlády došlo v Norsku k hospodářskému vzestupu. Z rybolovu pobřežního se postupně stal rybolov na volném moři, na pobřeží vznikla nová průmyslová odvětví, nicméně došlo také k zesílení odlivu lidí ze zemědělství.
Politickým důsledkem tohoto vývoje byl vznik "Strany inteligence", která se ustanovila na podporu zájmů úřednictva a buržoazie. Odborně se stala "Selská strana" zástupkyní venkovského obyvatelstva. Protiklady těchto stran se manifestačně projevily dokonce i ve sféře jazyka: zatímco inteligence komunikovala v řeči zvané riksmål, která byla odvozena z dánštiny, venkované dávali přednost takzvané landsmål, což byl jazyk vycházející ze staronorských základů.
V 70. letech 19. století vznikla jako konkurentka obou jmenovaných stran "Levá strana", jíž může Norsko děkovat za reformu parlamentního systému a za další dalekosáhlé změny. Také v kulturní oblasti si Norsko v tomto období nacházelo nové, vlastní cesty. Symboly tohoto vývoje se stala jména z oblasti kultury, jako např. Henrik Ibsen, Bjørnstjerne Bjørnson, Edvard Grieg a Edvard Munch.
Ovšem na sklonku 19. století nedokázal vývoj zemědělské výroby držet krok s rychlým růstem počtu obyvatelstva, a tak se Norsko nedobrovolně stalo jednou z klasických vystěhovaleckých zemí. Jenom za poslední dvě desetiletí 19. století hledaly záchranu na druhém břehu oceánu tři čtvrtě milionu obyvatel této severské země. Vystěhovalectví pak pokračovalo ještě na počátku 20. století a vedlo nakonec k tomu, že dnes žije v Severní Americe víc než jeden milion Norů.
V té době se znovu rozhořely spory se Švédskem, protože Norové se již nehodlali smiřovat s rolí podřízených partnerů. Konflikt v zahraničních záležitostech se pak ještě vystupňoval, když švédský král Oskar II. odmítl podepsat stortingem schválený zákon o pasových a konzulárních záležitostech. V roce 1905 bylo vyhlášeno referendum, jehož prostřednictvím se Norové rozhodli o vypovězení unie se Švédy. Těm nezbylo než tomuto norskému požadavku vyhovět, takže od podepsání smlouvy v Karlstadu (došlo k němu roku 1905) je Norsko opět samostatný stát. První potíže nového státu se záhy projevily v tom, že neměl vlastní panovnickou dynastii, takže byl nucen zvolit norským králem prince ze zahraničního rodu. Královský úřad byl nejprve nabídnut švédskému králi, ten jej však odmítl. Proto byl osloven dánský princ Karel, který byl korunován 22. června 1906 v Trondheimu jako norský král Håkon VII. V následujících letech Norsko vzorným způsobem přeorganizovalo své sociální zákonodárství – i v oboru volebního práva došlo ke změnám a roku 1913 je získaly také ženy.
Za první světové války zůstalo Norsko neutrální, ale ztratilo v důsledku bezohledné německé ponorkové války značnou část své obchodní flotily, která dopravovala zboží na objednávky spojenců.
Roku 1920 se stalo Norsko členem Společnosti národů a téhož roku získalo svrchovanost nad Špicberkami (Svalbard). Roku 1929 anektovali Norové ostrov Jan Mayen, museli se však zříct nároků na Grónsko. Roku 1933 o tom rozhodl výrok haagského soudního dvora.

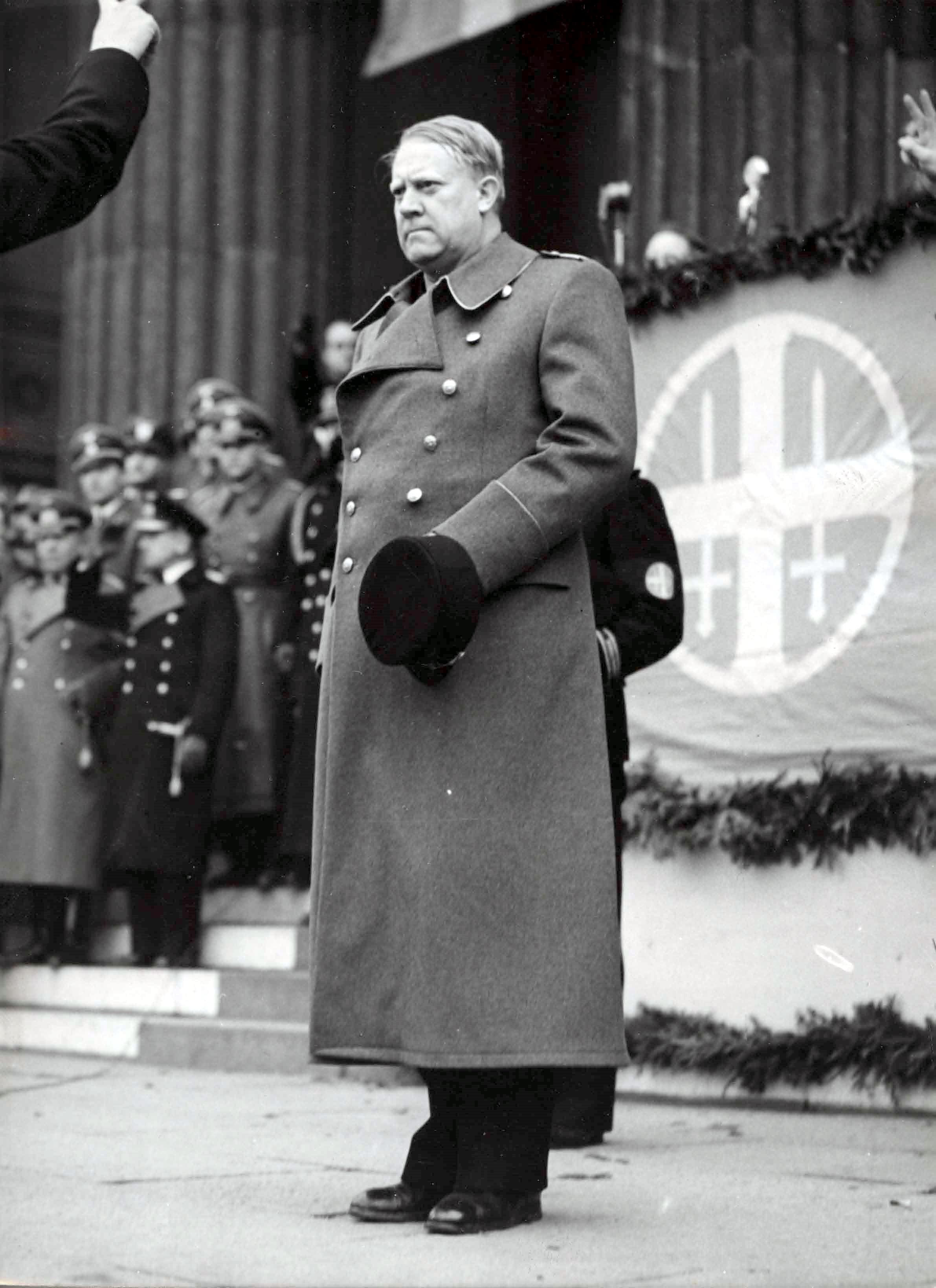
Kolaborant Vidkun Quisling na návštěvě univerzity (v pozadí znak strany Nasjonal Samling), 1945.

Když po vypuknutí druhé světové války hrozilo Norsku přepadení hitlerovským Německem, norský král Håkon VII. navázal prostřednictvím své anglické manželky kontakty s britskou vládou. Měl v úmyslu nechat umístit na území Norska britské oddíly, které by je chránily proti možnému přepadení. Tomu však wehrmacht předešel a obsadil rozhodující přístavy krátce předtím, než se mohli vylodit Britové. Potopení křižníku Blücher v Oslofjordu dne 9. dubna 1940 poskytlo norské vládě vítanou příležitost využít zdržení a odcestovat z Tromsø do Anglie a odvézt s sebou do bezpečí důležité dokumenty. Norská armáda sice mobilizovala a pokusila se o odpor, ale dokázala mobilizovat pouze 6 pěších divizí, z nichž část se vzdala bez boje nebo odešla do exilu ve Švédsku. Nejrozsáhlejší boje se rozpoutaly u Narviku, ale i tam byli Norové po stažení britských a francouzských expedičních sil přemoženi.
V Norsku převzal vládu vůdce fašistů Vidkun Quisling, který byl jenom loutkou v rukou okupantů. Král Håkon z Anglie organizoval proti fašistické vládě odpor. Protihitlerovských akcí se ochotně účastnily tisíce norských vlastenců; na druhé straně však část norského obyvatelstva s nacisty kolaborovala. Jako příklad uveďme básníka Knuta Hamsuna, kterého po válce uchránil před soudem jenom jeho vysoký věk a nucený pobyt v domovu pro přestárlé. Několik stovek norských dobrovolníků se účastnilo bojů v řadách SS na východní frontě, kde byla naprostá většina z nich zabita.
Oficiálně norská vláda – pod tím pojmem rozumějme výhradně exilovou vládu v Londýně – nikdy před Hitlerem nekapitulovala. A tak se tedy rozumí, že po skončení německé okupace král Håkon VII. vstoupil na norskou půdu v Tromsø symbolicky na stejném místě, kde své království musel nedobrovolně opustit.
Hned po skončení druhé světové války se Norsko stalo jednou ze zakladatelských zemí Organizace Spojených národů v San Francisku, jejímž prvním tajemníkem se stal Nor Trygve Lie. Poté vytvářela až do roku 1965 norské vládní kabinety Dělnická strana. Od té doby se v Norsku střídají u moci vlády sestavené pravicovými a dělnickými stranami. Norské království se také stalo zakládajícím členem Evropského hospodářského společenství, ale po jeho rozpuštění se dlouho zdráhalo přistoupit k Evropské unii. Vnitřní zájmy, například rozšíření zóny rybolovu na 200 mořských mil, k němuž došlo v roce 1970, do dneška mají velký vliv na norská stanoviska.

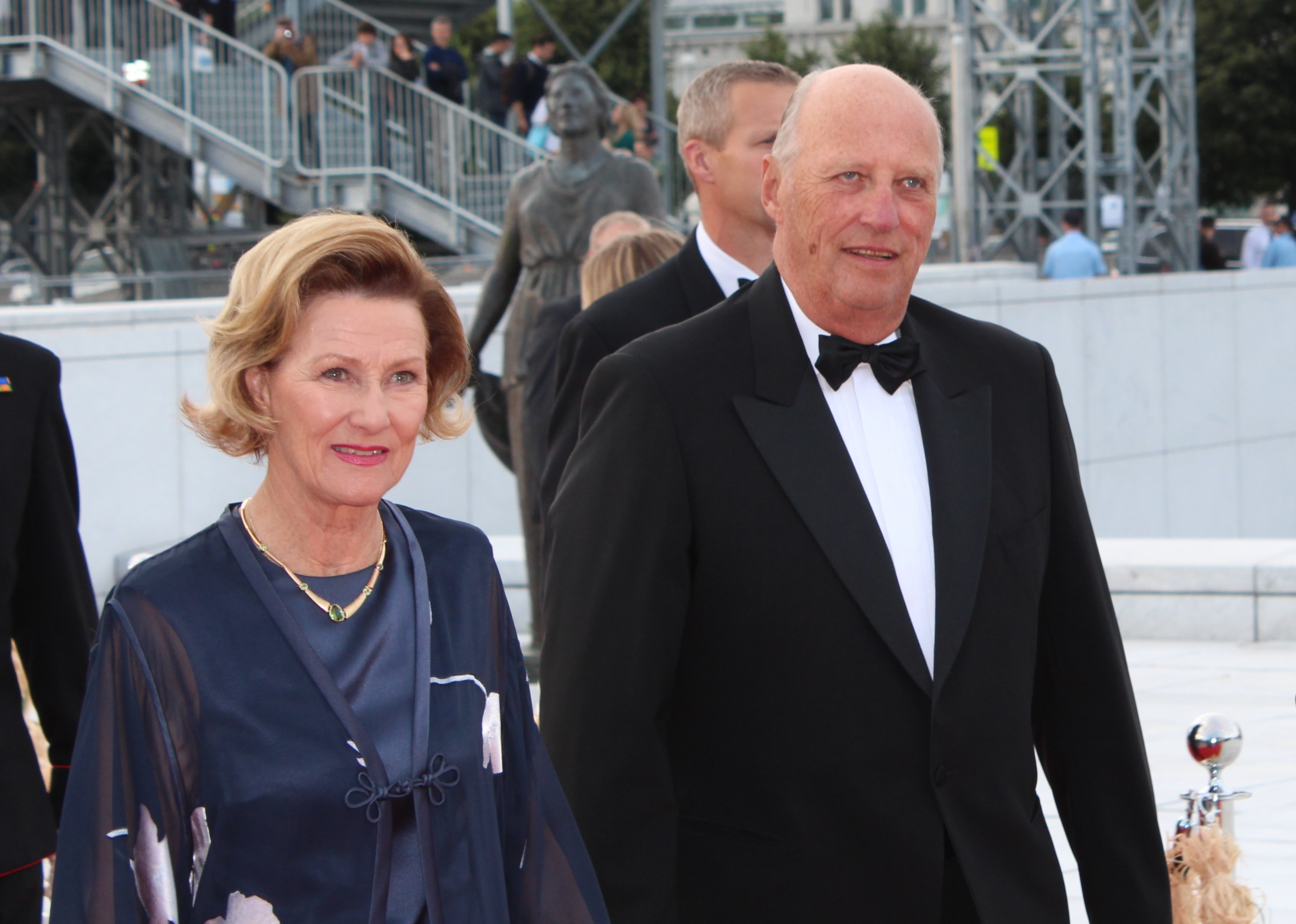
Norský královský pár: královna Sonja a král Harald V.

Ve stejném časovém období byla evropská moře, respektive jejich příbřežní části, rozdělena smlouvou na řadu ropných zón a oblastí těžby zemního plynu. Největší a nejvýnosnější oblasti byly přiřčeny Norsku. A právě naftový boom udělal takřka přes noc z Norska nejbohatší zemi na území Skandinávie; od dob první naftové krize v 70. letech tu došlo doslova k explozi zisků. Norové si dokonce vysloužili přezdívku „šejkové severu“, protože se vždy ochotně připojovali ke každému zvýšení ceny ropy, které prováděla organizace OPEC i přes to, že nebyli jejími členy.
Dnes je norským králem Harald V., který se stal nástupcem svého všeobecně oblíbeného otce Olafa V. Norský král má dodnes formální právo námitek proti předlohám zákonů, jež mají odkladný účinek, a je vrchním velitelem branných sil země. Současně je nejvyšším představitelem státní luteránské protestantské Norské církve, a vždy v prosinci uděluje Nobelovu ceny míru.
Všechny norské vládní kabinety od konce druhé světové války až do roku 1965 sestavovala výhradně norská Dělnická strana, která také nastavovala výhybky směrem k utváření norského sociálního státu. V tomto trendu pokračovaly i pravicové strany, které později v letech 1965, 1981 a 1989 převzaly v Norsku odpovědnost za vládu v zemi, a nikdy ho podstatnější měrou nezpochybňovaly. Sociálnědemokratická předsedkyně vlády Gro Harlem Brundtlandová (premiérkou byla v letech 1981–1996) musela strpět v roce 1994 porážku své politiky, když 52,4 % Norů hlasovalo v plebiscitu proti vstupu Norska do Evropské unie.
Roku 1994 se Norsko představilo světu i širokému evropskému publiku velice úspěšně při pořádání zimních olympijských her.
Když 25. října 1996 k všeobecnému překvapení odstoupila premiérka Brundtlandová, usedl do křesla předsedy vlády její levicověji zaměřený stranický kolega Thorbjørn Jagland.
Dne 22. července 2011 explodovala bomba u vládních budov v Oslu, o hodinu později bylo na ostrůvku Utøya zastřeleno více než 68 lidí. Celkově zemřelo 76 lidí a další byli zraněni. Za útoky je odpovědný pravicový extremista Anders Behring Breivik. Jedná se o nejhorší masakr v Norsku od doby druhé světové války.